# Rouffiac (Charente)
Rouffiac è un comune francese di 116 abitanti situato nel dipartimento della Charente, nella regione della Nuova Aquitania.

## Società

### Evoluzione demografica
Abitanti censiti